# Beat Zberg
Beat Zberg (Altdorf, 10 mei 1971) is een voormalig Zwitsers wielrenner. Hij is de oudere broer van Markus Zberg. Eind 2007 is hij met wielrennen gestopt. Als mooie afsluiter werd hij wel nog nationaal kampioen.

## Belangrijkste overwinningen
1992
- Ronde van Romagna
- Trofeo Matteotti
- Eindklassement Ster van Bessèges

1993
- Ronde van Piemonte

1995
- 1e etappe Ronde van Romandië
- 6e etappe Ronde van Asturië
- Eindklassement Ronde van Asturië

1996
- Rund um den Henninger-Turm

1997
- Coppa Placci
- Subida a Urkiola

1998
- Josef Voegeli Memorial
- Proloog Ronde van Oostenrijk
- Nationaal kampioenschap Zwitserland individuele tijdrit, Elite
- Eindklassement Ronde van Oostenrijk

2001
- 13e etappe Ronde van Spanje

2002
- 1e etappe Ronde van het Baskenland

2003
- 2e etappe Catalaanse Week

2004
- 2e etappe Ronde van het Baskenland
- 2e etappe Catalaanse Week

2006
- 4e etappe Ronde van Beieren
- GP Kanton Aargau

2007
- 1e etappe Ronde van de Ain
- Nationaal kampioenschap Zwitserland op de weg, Elite

## Resultaten in voornaamste wedstrijden
| Jaar | Ronde van Italië | Ronde van Frankrijk | Ronde van Spanje |
| ---- | ---------------- | ------------------- | ---------------- |
| 1992 |                  |                     |                  |
| 1993 |                  |                     |                  |
| 1994 |                  | 27e                 |                  |
| 1995 |                  | 29e                 |                  |
| 1996 | 12e              | opgave              |                  |
| 1997 |                  | 11e                 |                  |
| 1998 |                  | 40e                 |                  |
| 1999 |                  | 109e                |                  |
| 2000 |                  |                     |                  |
| 2001 |                  |                     | 31e (1)          |
| 2002 |                  | 27e                 |                  |
| 2003 |                  | 92e                 | 77e              |
| 2005 |                  | 93e                 |                  |
| 2006 |                  | opgave              |                  |
| 2007 |                  |                     |                  |

| Jaar | Milaan-San Remo | Gent-Wevelgem | Ronde van Vlaanderen | Parijs-Roubaix | Amstel Gold Race | Luik-Bast.‑Luik | Ronde van Lombardije | Waalse Pijl | Parijs-Brussel | Rund um den Henninger-Turm |  | WK op de weg |  | Wereldranglijsten |
| ---- | --------------- | ------------- | -------------------- | -------------- | ---------------- | --------------- | -------------------- | ----------- | -------------- | -------------------------- |  | ------------ |  | ----------------- |
| 1992 | 13e             |               |                      |                |                  |                 | 6e                   |             | 44e            |                            |  | 44e          |  |                   |
| 1993 | 113e            |               |                      |                | 57e              | 73e             | 13e                  |             |                | 25e                        |  | 59e          |  |                   |
| 1994 | 75e             | 47e           | 62e                  |                | 39e              | 34e             | 24e                  |             |                |                            |  |              |  |                   |
| 1995 | 26e             | 16e           | 33e                  |                | ↑                | 29e             |                      | 7e          |                | 10e                        |  |              |  |                   |
| 1996 | 47e             | 67e           | 13e                  | 52e            | 10e              |                 |                      |             |                | Goud                       |  | 36e          |  |                   |
| 1997 | 12e             |               |                      |                | ↑                | 7e              | 21e                  | 8e          |                | 17e                        |  |              |  | 8e (UWB)          |
| 1998 |                 |               |                      |                | 24e              | 25e             |                      | 38e         |                | 11e                        |  | 33e          |  |                   |
| 1999 | 28e             |               |                      |                |                  | 22e             | 25e                  |             | Zilver         |                            |  | 16e          |  |                   |
| 2000 |                 |               |                      |                |                  |                 | 4e                   |             |                |                            |  | 27e          |  |                   |
| 2001 | 54e             |               |                      |                |                  | 10e             | 6e                   | 43e         |                | 6e                         |  | 10e          |  | 21e (UWB)         |
| 2002 | 33e             |               |                      |                |                  |                 | 19e                  | 38e         |                |                            |  | 75e          |  | 33e (UWB)         |
| 2003 | 19e             |               |                      |                | 41e              | 41e             | 4e                   | 26e         |                | 14e                        |  | 21e          |  | 18e (UWB)         |
| 2005 |                 |               |                      |                |                  |                 |                      | 85e         |                |                            |  |              |  | 110e (UPT)        |
| 2006 |                 |               |                      |                |                  | 53e             |                      | 97e         |                |                            |  | 96e          |  |                   |
| 2007 |                 |               |                      |                |                  |                 |                      |             |                |                            |  | 17e          |  |                   |

Wielerploegen van Beat Zberg
Artunghi ·
Bontempi ·
Checchin ·
Chiappucci ·
Chiesa · 
Giannelli · 
Meyvisch ·
Miceli ·
Pantani ·
Poelnikov · 
Roche (tot 15/09) ·
Roscioli ·
Rossi ·
Sørensen ·
Tafi ·
Zberg ·
Bertolini (stagiair) 
Artunghi ·
Bertolini ·
Cembali ·
Checchin ·
Chiappucci ·
Chiesa · 
Kuum · 
Mantovan ·
Miceli ·
Pantani ·
Poelnikov · 
Rossi ·
Schiavina ·
Sierra ·
Zanolini ·
Zberg · 
Luttenberger (stagiair) ·
Simeoni (stagiair) ·
Traversoni (stagiair) 
Artunghi ·
Barbero ·
Bertolini ·
Cembali ·
Checchin ·
Chiappucci ·
Chiesa · 
Luttenberger ·
Mantovan ·
Miceli ·
Pantani ·
Rossi ·
Schiavina · 
Siboni · 
Sierra (tot 05/09) ·
Simeoni ·
Zaina ·
Zberg · 
Puglioli (stagiair) · 
Traversoni (stagiair) 
Artunghi ·
Barbero ·
Checchin ·
Chiappucci ·
Chiesa · 
Fidanza ·
Luttenberger ·
Pantani ·
Pelliccioli ·
Podenzana ·
Schiavina · 
Siboni · 
Simeoni ·
Traversoni ·
Zaina ·
B. Zberg · 
M. Zberg
Artunghi ·
Barbero ·
Borgheresi ·
Bottaro ·
Checchin ·
Conti ·
Dall'Olio · 
Della Santa ·  
Garzelli ·
Pantani ·
Pelliccioli ·
Podenzana ·
Settembrini ·
Siboni ·
Traversoni ·
B. Zberg ·
M. Zberg
den Bakker ·
van Bon ·
Boogerd ·
Boven ·
Bruinsma ·
Dekker ·
Groenendaal ·
van Heeswijk ·
Hiemstra · 
Jonasson ·
Jonker ·
Koerts ·
Kroon ·
Lotz ·
Luttenberger ·
McEwen ·
Moerenhout · 
Nys ·
van der Poel ·
Sørensen ·
Vierhouten ·
Wauters ·
B. Zberg ·
M. Zberg ·
de Groot (stagiair) ·
Pronk (stagiair) ·
Vlijm (stagiair)
Aebersold ·
den Bakker ·
van Bon ·
Boogerd ·
Boven ·
Dekker ·
Groenendaal ·
de Groot ·
Hiemstra · 
Jonker ·
Kroon ·
Lotz ·
McEwen ·
Moerenhout · 
Nys ·
van der Poel ·
Pronk ·
Sørensen ·
Vierhouten ·
Wauters ·
B. Zberg ·
M. Zberg ·
Vlijm (stagiair) 
Aebersold ·
den Bakker ·
Boerman ·
van Bon ·
Boogerd ·
Boven ·
Dekker ·
Duijn · 
Engels ·
Groenendaal ·
de Groot ·
Hayman · 
de Jongh ·
de Knegt ·
Kroon ·
Lotz ·
Niermann ·
Nys ·
van der Poel (tot 28/02) ·
Pronk ·
Sørensen ·
Vierhouten ·
Wauters ·
B. Zberg ·
M. Zberg ·
Traksel (stagiair) 
den Bakker ·
Boerman ·
Boogerd ·
Boven ·
Dekker ·
Duijn · 
Engels ·
Groenendaal ·
de Groot ·
Hayman · 
de Jongh ·
de Knegt ·
Kroon ·
Lotz ·
Löwik ·
Niermann ·
Nys ·
Pronk ·
Traksel ·
Veneberg ·
Verheyen ·
Vierhouten ·
Wauters ·
B. Zberg ·
M. Zberg
den Bakker ·
Boerman ·
Boogerd ·
Boven ·
Dekker ·
Duijn · 
Engels ·
Groenendaal ·
de Groot ·
Hayman · 
de Jongh ·
Kroon ·
Leipheimer ·
Lotz ·
Mutsaars ·
Niermann ·
Nys ·
Pronk ·
Sentjens ·
Traksel ·
Veneberg ·
Verheyen ·
Wauters ·
B. Zberg ·
M. Zberg
den Bakker ·
Bartko ·
Boogerd ·
Boven ·
Dekker ·
De Weert ·
Engels ·
Freire · 
de Groot ·
Hayman · 
Hunter ·
de Jongh ·
Kroon ·
Leipheimer ·
Lotz ·
Mutsaars ·
Niermann ·
Nys ·
Rasmussen ·
Sentjens ·
Traksel ·
Veneberg ·
Wauters ·
Wielinga ·
Zberg ·
Dekkers (stagiair) ·
Elijzen (stagiair) ·
de Kort (stagiair) 
Faresin ·
Förster ·
Fothen ·
Hardter ·
Haselbacher ·
Hondo ·
Krauß ·
Lang ·
Montgomery ·
Ordowski ·
Peschel ·
Pollack ·  
Rebellin ·
Rich · 
Schmidt ·
Scholz · 
Serpellini ·
Strauss ·
Totschnig ·
Wegmann ·
Wrolich ·
B. Zberg ·
M. Zberg ·
Ziegler ·
Russ (stagiair)
Förster ·
Fothen ·
Haselbacher ·
Høj ·
Hondo (tot 14/04) ·
Krauß ·
Lang ·
Leipheimer ·  
Moletta ·  
Montgomery ·
Ordowski ·
Peschel ·
Rebellin ·
Rich · 
Russ ·  
Schmidt ·
Scholz · 
Serpellini ·
Strauss ·
Totschnig ·
Wegmann ·
Wrolich ·
B. Zberg ·
M. Zberg ·
Ziegler ·
Haussler (stagiair) ·
Martin (stagiair) ·
Meschenmoser (stagiair) ·
Muck (stagiair) 
Förster ·
M. Fothen ·
T. Fothen ·
Haselbacher ·
Haussler ·
Hiekmann ·
Høj ·
Kopp ·
Krauß ·
Lang ·
Leipheimer ·  
Moletta ·  
Montgomery ·
Ordowski ·
Rebellin ·
Rich · 
Russ ·  
Scholz · 
Schumacher · 
Strauss ·
Totschnig ·
Wegmann ·
Wrolich ·
B. Zberg ·
M. Zberg ·
Fröhlinger (stagiair) ·
Keinath (stagiair) 
Förster ·
M. Fothen ·
T. Fothen ·
Fröhlinger ·
Gatto ·
Haussler ·
Hiekmann ·
Klinger ·
Kohl ·
Kopp ·
Krauß ·
Lang ·
Moletta ·  
Ordowski ·
Rebellin ·
Russ ·  
Scholz · 
Schumacher · 
Stamsnijder · 
Strauss ·
Wegmann ·
Westphal ·
Wrolich ·
Zaugg ·
B. Zberg ·
M. Zberg ·
Frank (stagiair) ·
Wagner (stagiair) 